# Nilmário Miranda

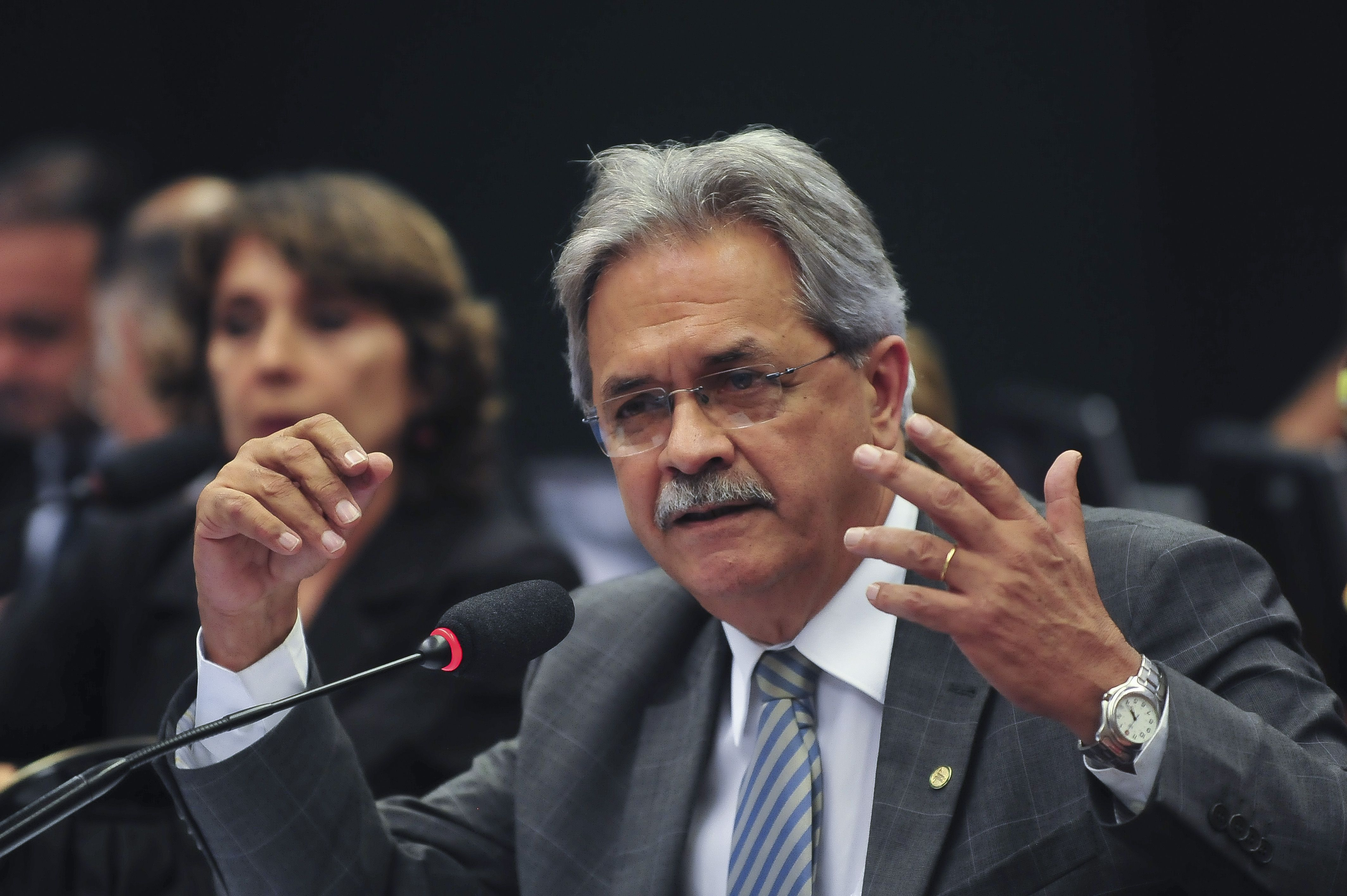
Nilmário Miranda en 2014

Nilmário Miranda (Teófilo Otoni (Minas Gerais, 11 de agosto de 1947) es un político brasileño. Miembro del Partido de los Trabajadores, ha ocupado diversos cargos: diputado estatal (1987-1991), diputado federal (1991-2003) y secretario de los Derechos Humanos en el gobierno de Luiz Inácio Lula da Silva.
Ha sido candidato a gobernador de su estado natal en dos ocasiones, en 2002 y 2006. En las últimas elecciones fue derrotado por Aécio Neves, al igual que en 2002, obteniendo tan sólo el 22% de los votos frente al 77% de su contrincante. Su candidatura se apoyó en la coalición "A Força do Povo", formada por cuatro partidos (PT, PMDB, PRB, PC do B) y completada por Zaire Rezende, del PMDB, como vicepresidente, y Newton Cardoso como candidato al Senado de Brasil.
- Datos: Q7037139
- Multimedia: Nilmário Miranda / Q7037139